# Keijo Parkkinen
Keijo Parkkinen, född den 28 oktober 1965, är en finländsk orienterare som tog VM-brons i stafett 1989, 1991 och 1993 samt VM-silver i stafett 1995. Han tog även NM-brons i stafett 1993.